# Luis Urbanč
Luis Urbanč (Buenos Aires, Argentina, 25 de julho de 1958) é bispo de Catamarca.
Luis Urbanč recebeu o Sacramento da Ordem em 30 de maio de 1982.
Em 14 de novembro de 2006, o Papa Bento XVI o nomeou ao bispo coadjutor de Catamarca. O Arcebispo de Tucumán, Luis Héctor Villalba, o consagrou em 10 de março de 2007; Os co-consagrantes foram o Arcebispo de Salta, Mario Antonio Cargnello, e o Bispo de Catamarca, Elmer Osmar Ramón Miani. Em 27 de dezembro de 2007, Luis Urbanč tornou-se bispo de Catamarca, sucedendo a Elmer Osmar Ramón Miani, que renunciou por motivos de idade.